# Universities UK
Universities UK ist eine Interessengemeinschaft der britischen Universitäten. Sie entstand im 19. Jahrhundert aus dem Committee of Vice-Chancellors and Principals of the Universities of the United Kingdom (CVCP). Damals handelte es sich um informelle Treffen zwischen den Vizekanzlern einiger britischer Universitäten. 1918 fand das erste offizielle Treffen statt. Zu dem Zeitpunkt bestand die Organisation aus 22 Mitgliedern. Seitdem wächst die Zahl der teilnehmenden Lehranstalten, nicht zuletzt durch die Reform aus dem Jahr 1992, damals bekamen alle Polytechnics den Status einer Universität. Heute ist das Ziel von Universities UK, die Arbeit der Universitäten zu unterstützen und deren Interessen zu vertreten. 2007 hatte die Organisation 128 Mitglieder; 2024 waren es 141. Sie hat ihren Sitz in London.